# Front civique pour Santiago

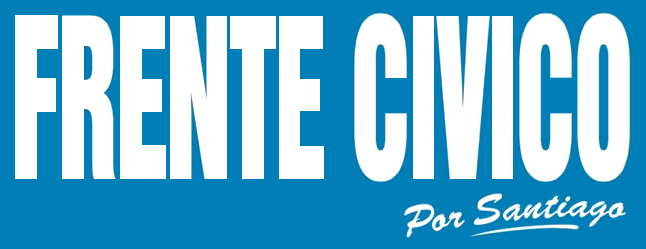
Image du Front civique pour Santiago.

Le Front civique pour Santiago est un groupe parlementaire argentin, qui regroupe 7 députés membres de la coalition électorale éponyme de Santiago del Estero. Celle-ci regroupe des radicaux de l'Union civique radicale (UCR), des péronistes du Parti justicialiste local et quelques socialistes. La plupart des membres du Front civique soutiennent le Front pour la victoire de la présidente Cristina Kirchner.

## Résultats électoraux
Aux élections générales de 2005, le Front civique fit élire 3 députés fédéraux (sur un total de 127 sièges à pourvoir, pour en tout 257 députés). Le gouverneur actuel de la province de Santiago del Estero, le radical Gerardo Zamora (en), fut élu sur le ticket Front civique lors de ces mêmes élections.
Aux élections générales de 2007, le Front remporta les 4 sièges de députés fédéraux alloués à la province et deux des trois sièges de sénateurs.

## Députés fédéraux du Front civique
- Norma Amanda Abdala de Matarazzo, (2009-2013)
- Daniel Agustín Brue, (2005-2013)
- José Herrera, (2007-2011)
- Ana Zulema Luna de Marcos, (2007-2011)
- Cristian Raúl Oliva, (2005-2013)
- Mirta Ameliana Pastoriza, (2007-2011)
- Jorge Pérez, (2007-2011)